# Ferrorama
Ferrorama é um brinquedo produzido pela Manufatura de Brinquedos Estrela, com sucesso de vendas na década de 1980.
O brinquedo consiste em uma ferrovia com uma locomotiva a vapor ou uma locomotiva elétrica ou ambas, dependendo do kit, e vários vagões acoplados, como vagão de carvão, de carga, de combustível, de passageiros. As locomotivas são movidas com duas pilhas.

## Séries
O Ferrorama foi produzido em três séries:

### Primeira geração (XP100 ao XP600)

#### XP100
Lançado em 1979. O mais simples, consistia em uma locomotiva a vapor, um tender e vagão de carga. Os trilhos formavam um oval e tinha 2 postes e um sinaleiro sem escada, além de um comando de alavancas (presente em todos os modelos).

#### XP200
Lançado em 1979, era maior que seu antecessor, tinha mais trilhos além de desvio curto. Possuía 3 postes além de um comando manual de marcha a ré. Tinha como novidade o vagão tanque. No lugar do sinaleiro sem escada, ele ja vinha com o sinaleiro com escada.

#### XP300
Lançado também em 1979, não era muito diferente do XP200, porém vinham mais trilhos e formava uma roda, além de 5 postes,1 comando manual de marcha a ré e os 2 sinaleiros (com escada e sem escada).

#### XP400
Bastante popular e um dos mais vendidos, trouxe como novidade o vagão de passageiros. Possuía a mesma estrutura dos anteriores (sistema oval), mas com a rampa e a cancela. Tem 4 sinaleiros (2 com escada e 2 sem escada).

#### XP500
Trouxe como novidade a locomotiva elétrica japonesa ED75. Possui circuito diferenciado.E com o vagao de passageiros igual o seu anterior    

#### XP600
No mesmo padrão do anterior, porém a locomotiva vinha com faróis. O circuito é diferente do XP500, um pouco menor que o antecessor.
Na verdade, o xp 600 foi lançado para substituir o xp 500.Mas com a cor vinho com o teto branco nos primeiros fabricados depois disto eles comecaram a fazer eles com o teto cinza para combinar com o vagao de traz 

### Segunda geração (XP1100 a XP1500)
A segunda geração do brinquedo veio em 1984. Em todos os conjuntos desta série as locomotivas possuem faróis e sons de trens reais, exceto o XP1500.
Nos modelos XP1100, XP1200, e XP1500 possuem o mesmo circuito dos modelos da série anterior. Já os do XP1300 e do XP 1400 são diferentes dos seus antecessores.

### Terceira geração (SL2000 a SL5000)
A terceira geração dos Ferroramas surgiu em 1987 com o modelo SL2000.

#### SL2000
Diferentemente da série anterior (em que os menores Ferroramas eram cargueiros), o SL2000 trazia o circuito do XP200/XP1200, mas um trem de passageiros no lugar de um cargueiro. As cores dos trens também foram alteradas.

#### SL3000
As mudanças no circuito foi a maior novidade nesse modelo. O trem era o mesmo do XP300 e XP1300 porem com outras cores, mas o circuito era bem diferente. Possui 2 desvios ( um longo a direita e um duplo a esquerda) 

#### SL4000
Esse modelo traz bastante curiosidade em relaçao aos antecessores (XP400 e XP1400) Ao contrario com a versao SL2000, esse seguiu o caminho inverso ao ser o primeiro Ferrorama grande cargueiro. O XP400 e XP1400 sao passageiros. Possui uma pista ao estilo sistema em 8 (não é um Ferrorama oval) mas com uma ponte maior e 2 trilhos passando embaixo (no xp1400 passa apenas um). Ao contrario do XP400/XP1400, possui uma locomotiva eletrica no lugar da locomotiva a vapor, e um vagao com containers, a grande novidade do modelo, no lugar do vagao de passageiros. Possui 2 desvios, um longo a direita e um duplo a esquerda.

#### SL5000
Esse modelo fecha a terceira geração dos Ferroramas classicos. É o maior Ferrorama ja fabricado pela estrela, e tambem o mais procurados pelos fãs do brinquedo. Seu traçado é um oval duplo intercalado. Possui 2 trens, sendo um de passageiros e um cargueiro. Alem da rampa possui a ponte (a mesma do XP500,XP600 e XP1500) na cor cinza. Possui um desvio longo a esquerda, (nos Ferroramas mais antigos apenas o XP300 e XP1300 possuem esse desvio.
O vagao de passageiros possui cores diferentes do modelo SL2000. 

### Ferrorama Eletrônico
Na década de 1990, a série passou por uma renovação, e  os modelos SL4000 e SL5000 ganharam uma estação eletrônica, que reproduzia um som de trem de verdade (apito, sinos, sons de trem etc) quando o trem passava sobre ela. Esses dois Ferroramas passaram a se chamar SL4000 Eletrônico e SL5000 Eletrônico.

### SL5000 Edição Beto Carreiro
Em 1997 foi lançado uma edição especial do modelo SL5000, o único ainda produzido ate então, nascendo o modelo SL5000 Beto Carreiro. Essa versão era um SL5000, mas com vários cenários do circo do empresário Beto Carreiro. Pouco depois, a serie deixa de ser produzida.
Esses Ferroramas clássicos, derivam da versão japonesa chamada Super Rail Black, que possui uma frota grande de locomotivas vagões e trilhos, porém vieram poucas peças para o Brasil em comparação com o original japones.

### Outros Ferroramas
Houve em 2007, um modelo comercializado com o nome Ferrorama, mas não era compatível com os da série anterior. 
Tinha controle remoto, porém os trilhos eram um pouco maiores que os tradicionais.

### Ferroramas no Mundo
O Ferrorama original era fabricado pela Japonesa Tomy sob o nome de Super Rail Black, que concedeu a estrela direitos de fabricação. A mesma Tomy exportou para os E.U.A. sua versão americanizada, chamada Switch-a-Rail que possuía 4 modelos de circuito. A empresa espanhola Geyper, também lançou 3 modelos de circuito sob o nome de Geyper Tren Automático, com 2 cores de locomotiva diferente, nos moldes de licenciamento da Brinquedos Estrela.
Existem modelos que não são necessariamente Ferroramas, mas existe alguma compatibilidade entre eles.

## O retorno do Ferrorama
A Estrela relançou o Ferrorama em Agosto de 2010. A ideia surgiu diante de uma comunidade no Orkut criada em 2005 com cerca de três mil aficionados pelo brinquedo que vivem enviando e-mails e correspondências à marca para retomar a produção do Ferrorama.
Observando isso, o presidente da Estrela, Carlos Tilkian, lançou um desafio: se os fãs fizerem o trem do Ferrorama percorrer os 20 últimos quilômetros do Caminho de Santiago de Compostela com 110 metros de trilhos arrecados pelos fãs, o brinquedo seria relançado no Brasil. A ação queria testar a fé dos fãs na volta do brinquedo.
Durante a jornada, tudo foi narrado pelo twitter, facebook e orkut, além de vídeos no YouTube e fotos no Flickr, além de um hotsite para centralizar o conteúdo. Eles tinham que substituir as peças do fim e colocar na frente do trilho para que o Ferrorama não parasse. E, mesmo com sol, chuva, vento e outras adversidades, o fãs provaram sua fé e o Ferrorama voltou as lojas em Agosto de 2010. Mas isso não satisfez o público, que esperava o brinquedo ansiosos nas lojas. Eles se decepcionaram, pois não era o Ferrorama que eles conheceram nos anos 80, era na verdade um trenzinho chinês. Após várias reclamações, o primeiro Ferrorama (XP100) foi relançado, só que com a carcaça do XP1100 e sem as luzes das lanternas.